# オールモスト・パスウェイディッド
『オールモスト・パスウェイディッド』（Almost Persuaded）は、2018年6月27日にCDリリースされたスウィング・アウト・シスターの10枚目のスタジオ・アルバム。発売元はソニー・ミュージックジャパンインターナショナル。

## 概要
日本盤ボーナス・トラックとして花澤香菜に提供した「Dream A Dream」のセルフカバー「ネバー・レット・ミー・ゴー」を追加収録。

## 収録曲
| #         | タイトル                                                         | 作詞  | 作曲・編曲 | 時間 |
| --------- | ---------------------------------------------------------------- | ----- | ---------- | ---- |
| 1.        | 「ドント・ギブ・ザ・ゲーム・アウェイ」                           |       |            | 4:05 |
| 2.        | 「ハッピアー・ザン・サンシャイン」                               |       |            | 4:21 |
| 3.        | 「オールモスト・パスウェイディット」                             |       |            | 3:48 |
| 4.        | 「ウイッチ・ロング・イズ・ライト?」                              |       |            | 3:43 |
| 5.        | 「オール・イン・ア・ハートビート（レイト・ナイト・バージョン）」 |       |            | 3:08 |
| 6.        | 「アンティル・トゥモロウ・フォーゲッツ」                         |       |            | 4:38 |
| 7.        | 「アイ・ウイッシュ・アイ・ニュー」                               |       |            | 3:48 |
| 8.        | 「エブリバディズ・ヒア」                                         |       |            | 3:40 |
| 9.        | 「オール・イン・ア・ハートビート」                               |       |            | 4:41 |
| 10.       | 「サムシング・ディープ・イン・ユア・ハート」                     |       |            | 3:37 |
| 11.       | 「ビー・マイ・バレンタイン」                                     |       |            | 2:25 |
| 12.       | 「サムシング・ディープ（リプライズ）」                           |       |            | 3:46 |
| 13.       | 「ネバー・レット・ミー・ゴー」                                   |       |            | 4:05 |
| 14.       | 「ネバー・レット・ミー・ゴー（ララバイ）」                       |       |            | 0:56 |
| 合計時間: | 合計時間:                                                        | 50:41 |            |      |